# Belba compta
Belba compta är en kvalsterart som först beskrevs av Kulczynski 1902. Enligt Catalogue of Life ingår Belba compta i släktet Belba och familjen Damaeidae, men enligt Dyntaxa är tillhörigheten istället släktet Belba och familjen Belbidae. Arten är reproducerande i Sverige.

## Underarter
Arten delas in i följande underarter:
- B. c. compta
- B. c. japonica